# Friedrich Magnus I. (Solms-Laubach)
Friedrich Magnus I. zu Solms-Laubach (* 1. Oktober 1521; † 13. Januar 1561 in Laubach) war Regent und ab 1548 regierender Graf der Grafschaft Solms-Laubach.

## Leben
Seine Eltern waren Graf Otto von Solms-Lich (1496–1522), jüngerer Sohn des Grafen Philipp von Solms-Lich (1468–1544), und dessen Ehefrau Anna von Mecklenburg (1485–1525), Tochter des Herzogs Magnus II. von Mecklenburg-Schwerin und verwitwete Landgräfin von Hessen. Nach dem frühen Tod Ottos wurde Laubach eine reichsunmittelbare Grafschaft und Friedrich Magnus trat 1548 als erster Solms-Laubacher Graf das Erbe in Laubach an und nahm auch ständigem Wohnsitz im Schloss Laubach, das unter seiner Herrschaft sukzessive von der Burg zum Schloss umgebaut wurde.
1540 erfolgte die Aufstellung einer Bürgerwehr, des „Ausschusses“, infolge der Stadtbefestigung. Diese Bürgerwehr hat sich bis heute als Volksfest „Laubacher Ausschußfest“ erhalten.
Friedrich Magnus, ein Freund des Reformators Melanchthon, führte 1544 in Laubach die Reformation ein. Nach der III. Solmser Teilung 1548 wurde Laubach selbständig. Friedrich Magnus befreite die Laubacher vom „Besthaupt“ (Erbschaftsteuer) und führte eine vereinfachte Gerichtsordnung ein, aus der das Solmser Landrecht erwuchs. 1555 gründete er eine Lateinschule, deren erste Lehrer aus Wittenberg kamen. In dieser Zeit liegen die Anfänge der Laubacher Bibliothek. Deren Bestand setzt sich heute aus etwa 90.000 Titeln ab dem 16. Jahrhundert zusammen. Sie gehört damit zu einer der größten privaten Bibliotheken. Sie steht unter Denkmalschutz und ist im Verzeichnis national wertvollen Kulturgutes nach dem Kulturgutschutzgesetz eingetragen.
Friedrich Magnus Nachfolger wurde sein Sohn Johann Georg (1547–1600).

## Familie
Friedrich Magnus heiratete am 11. Juli 1545 Dierdorf die Gräfin Agnes von Wied (* um 1520; † 24. März 1588), eine Tochter des Grafen Johann von Wied. Das Paar hatte mehrere Kinder:
- Johann Georg (* 6. November 1547; † 19. August 1600)[2], Graf zu Solms-Laubach ⚭ 1572 Margarethe von Schönburg-Glauchau (* 1554; † 19. Juni 1606)
- Dorothea (* 26. November 1547; † 18. September 1585) ⚭ 1566 Heinrich XVI Reuss von Plauen zu Gera (* 29. Dezember 1530; † 6. April 1572)
- Elisabeth (* 6. März 1549; † 5. August 1599) ⚭ 1567 Graf Ludwig von Sayn-Wittgenstein (* 7. Dezember 1532; † 2. Juli 1605)
- Otto (* 24. Juni 1550; † 8. Februar 1612), Graf zu Solms-Sonnenwalde ⚭ 1581 Gräfin Anna Amalie von Nassau-Weilburg (* 12. Oktober 1560; † 6. Januar 1634), Eltern von Anna Maria zu Solms-Sonnenwalde
- Anna (* 11. April 1557; † 8. Dezember 1586) ⚭ 15. Juli 1572 Graf Georg III. zu Erbach (* 1548; † 1605)